# 35-та берегова батарея (музейно-меморіальний комплекс)
Музейний історико-меморіальний комплекс героїчним захисникам Севастополя «35-та берегова батарея» — меморіальний ансамбль на території 35-ї берегової батареї. Споруджений на місці останнього рубежу оборони Севастополя кінця червня — початок липня 1942 року.
Включає в себе музейні військово-історичні об'єкти (збережені каземати 35-ї берегової батареї) та сучасні меморіальні об'єкти (Пантеон Пам'яті, Некрополь полеглих, каплиця в ім'я Архістратига Михаїла, пам'ятник особовому складу 2-ї броневежі).

## Історія

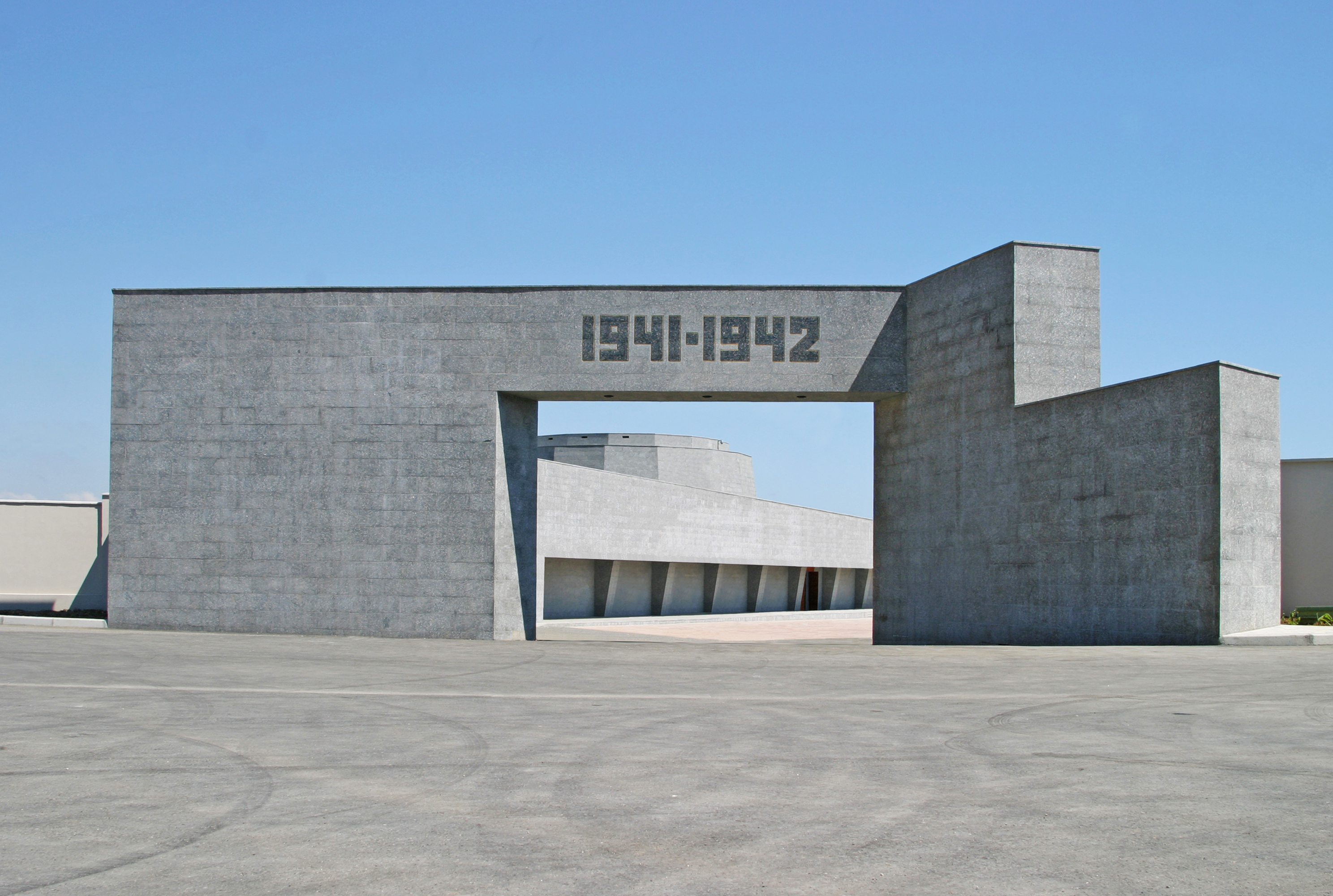
Меморіальна арка

4 липня 2006 року рішенням Севастопольської міської ради комплекс берегових фортифікаційних споруд 35-ї берегової батареї з прилеглою територією (7,91 гектарів) був віднесений до земель історико-культурної спадщини. Великий внесок у створення Музейного історико-меморіального комплексу вніс Олексій Чалий, «підприємець», з лютого 2014 року — «народний мер» Севастополя, з 22 вересня 2014 року — голова Законодавчих зборів Севастополя. У 2014 році керівництво комплексу приймало новобранців Російської армії, що складали присягу.

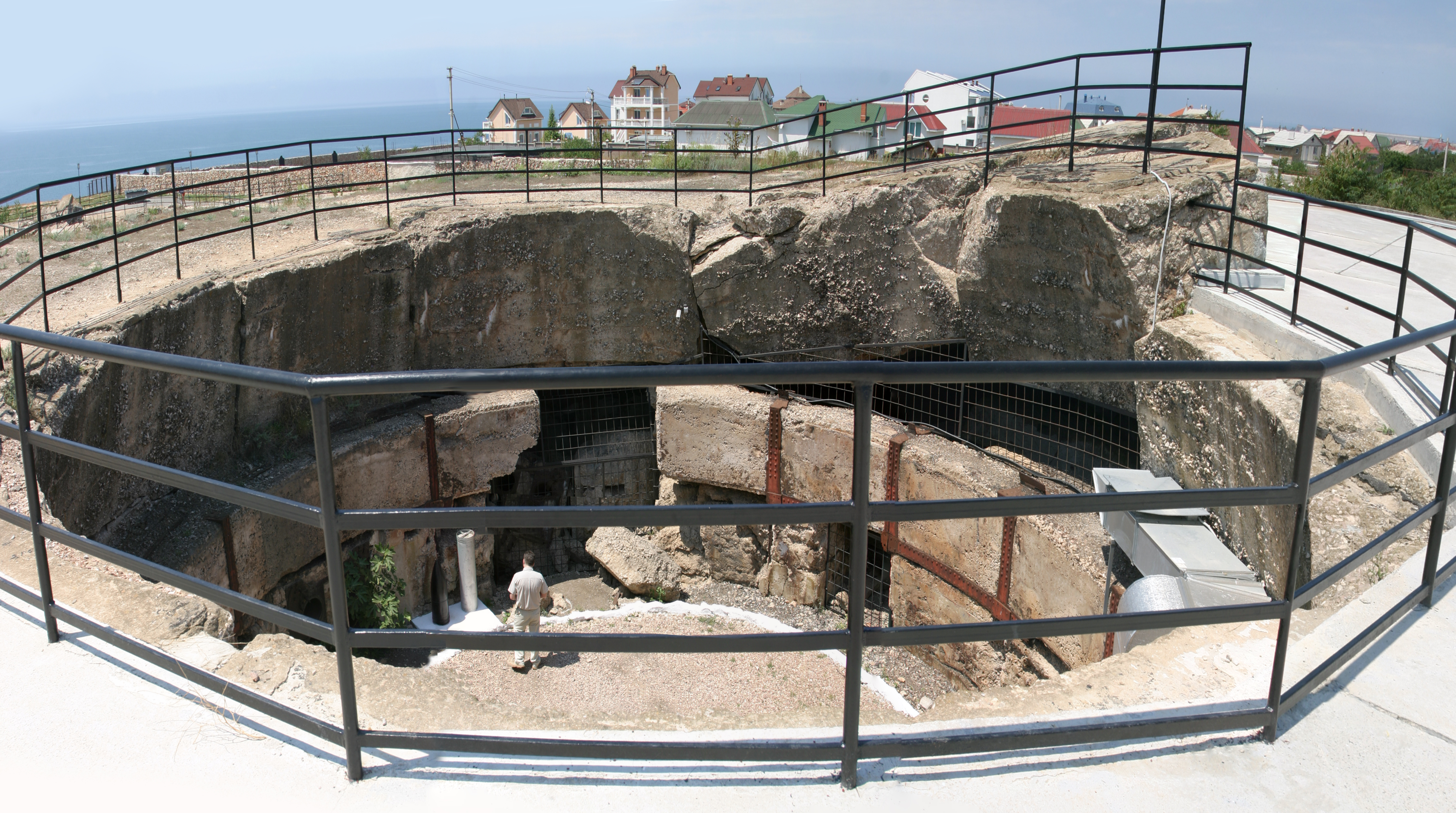
Гарматний блок другої вежі

З метою зведення музейного комплексу в червні 2007 року була створена Установа об'єднання громадян «35-та Берегова батарея», залучено інші громадські та благодійні організації. Рішення конкурсної комісії міськради з визначення орендаря цієї ділянки було прийняте 2 червня 2007 року. 3 липня 2007 біля входу до потерн батареї був закладений символічний перший камінь майбутнього музейного комплексу. 9 січня 2008 Севастопольська міська рада уклала договір з Установою об'єднання громадян «35-та Берегова батарея» про передачу їй в оренду на 25 років ділянки землі площею близько 8 гектарів в районі Козачої бухти для будівництва музейного історико-меморіального комплексу Героїчним захисникам Севастополя.
Російська телепередача «Жди меня» тричі зверталася з проханням відгукнутися всіх, хто у дні оборони був у Севастополі, чиї рідні захищали Севастополь, у тому числі і в червні-липні 1942 року. На адресу Національного музею героїчної оборони і визволення Севастополя, до міської ради стали приходити листи-відгуки зі спогадами і фотографіями. Ці документи, а також артефакти, знайдені при розчищенні казематів батареї і будівництві на її території, стали основою музейних фондів МІМК ГЗС «35-та ББ». Роботи з розчищення та розмінування території почалися відразу після отримання дозволу на розкопку та ексгумацію в березні 2008 року.
3 липня 2008 року (в річницю офіційного закінчення другої оборони Севастополя 1941—1942 років) був відкритий 1-й екскурсійний маршрут (силова станція, гарматний блок 2 вежі, кубрик, лазарет, кают-компанія, зали пам'яті). 3 липня 2009 почав діяти 2-й екскурсійний маршрут (перехідний коридор, блок 1-ї вежі, ФВУ, повітряний забір (аварійний вихід)). 3 липня 2010 відкрили для відвідування третій екскурсійний маршрут (потерна глибокого залягання, блок східного КДП).
3 липня 2011 був урочисто відкрито Пантеон Пам'яті, усередині якого зараз перебуває 27000 імен останніх захисників Севастополя. Тоді ж відбулося освячення каплиці в ім'я Архістратига Михаїла. Усі об'єкти будівництва і музею, передбачені проектом, завершені у квітні 2012 року.

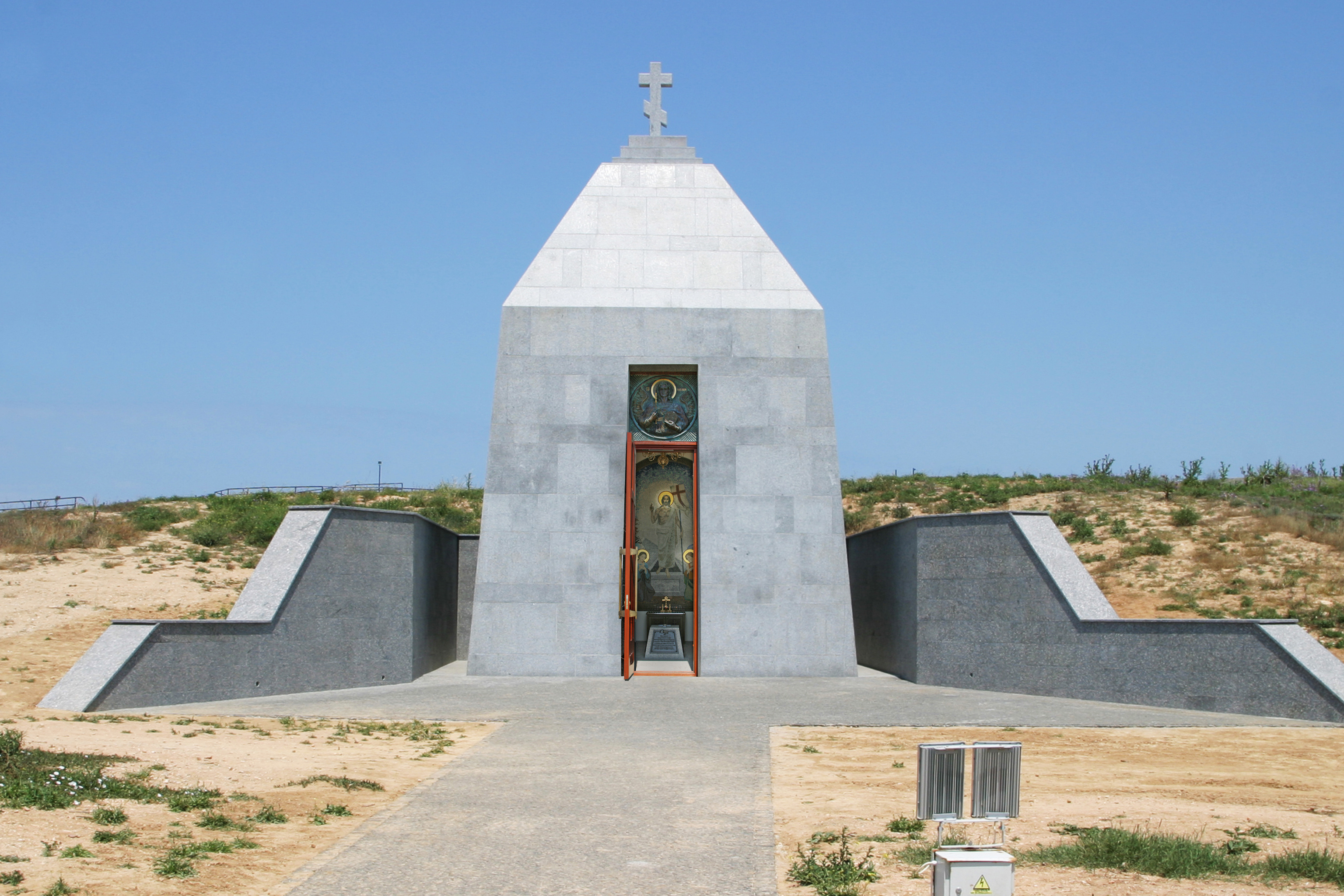
Каплиця

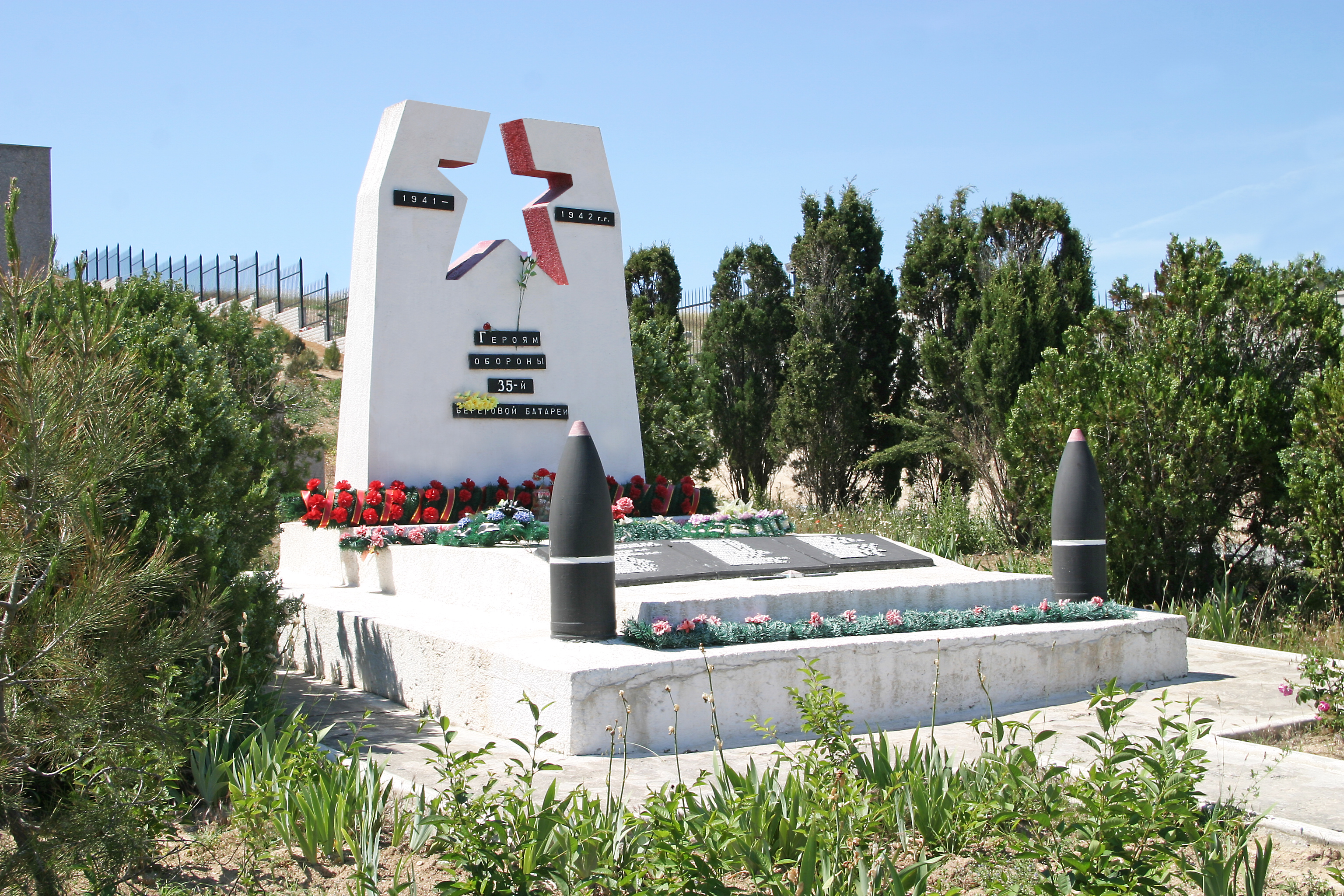
Братська могила воїнів

З моменту початку будівництва ведеться науково-дослідна робота з пошуку та ідентифікації загиблих захисників Севастополя. Протягом останніх років список знайдені та встановлені імена останніх захисників Севастополя, які перебували тут у липні 1942 року. Список розширився до 40000 чоловік. Станом на серпень 2014 знайдені і поховані останки 163 захисників Севастополя (із них 5 дітей). Упізнано (ідентифіковано) 8 осіб, тривають пошукові роботи зі встановлення імен і пошуку родичів ще 4 воїнів.
У музеї працює виставка робіт севастопольського фотокореспондента Бориса Григоровича Шейніна. На відкритому майданчику комплексу зберігається раритетна техніка: санітарний автобус-фургон ГАЗ-55 (1940), ЗІС-5 (1944), ЗІС-8 (1940), ГАЗ-М1 (1938), ГАЗ-67Б (1944), Willys (1942) та ін.

## Об'єкти комплексу

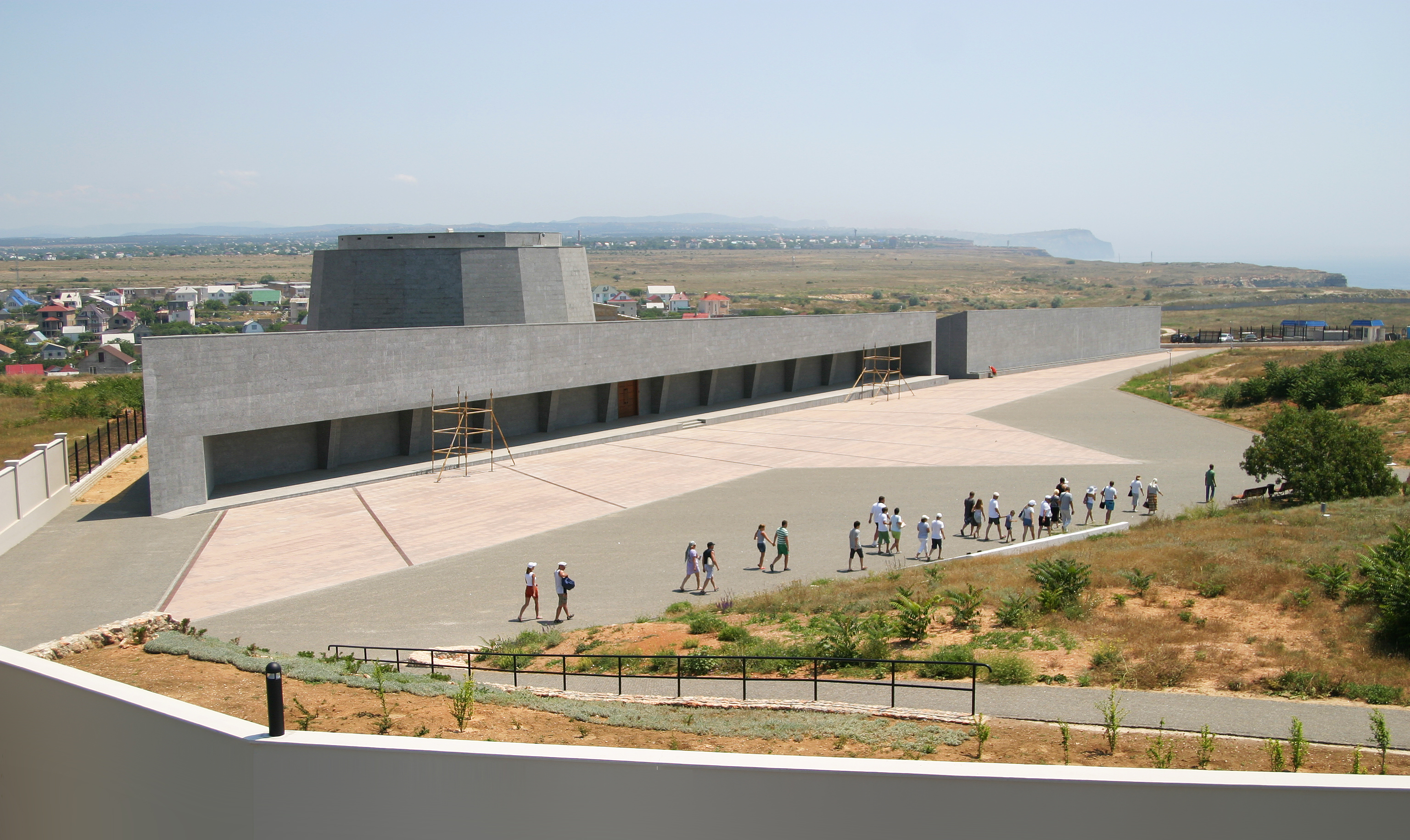
Пантеон пам'яті

- Масив 35-ї батареї. Захищені каземати приміщення 35-ї берегової батареї.
- Пантеон Пам'яті «Севастопольцям, які зробили крок у безсмертя»[4]. Створено для увічнення пам'яті про останніх захисників Севастополя.
- Некрополь. Місце поховання бійців, знайдених на рубежах оборони міста.
- Позиція 1-ї башти. Місце розташування 305-мм двоорудійної броньованої установки «МБ-2-12».
- Позиція 2-ї башти. Місце розташування 305-мм двоорудійної броньованої установки «МБ-2-12». 17 грудня 1941.
- Пам'ятник-карта Севастопольського оборонного району. Чавунна рельєфна мапа Севастопольського оборонного району 1941—1942 років. Розмір карти 2,5 × 2,5 м.
- Каплиця в ім'я Архістратига Михаїла. У каплиці поховані 6 бійців, що були знайдені під час будівництва храму[5].
- Бруствер із переліком військових частин оборони Севастополя.
- Командно-далекомірний пост. Був пов'язаний з основним масивом батареї 200-метровим підземним коридором. Мав броньовану рубку, автономну електростанцію та інші службові приміщення.
- Братська могила. Місце поховання особового складу 2-ї гарматної башти, загиблого при вибуху 17 грудня 1941[6]. Пам'ятка історії місцевого значення з 1963 року.

## Відвідування
Комплекс розташований на Херсонеському півострові, за 150 метрів від дороги ліворуч при русі від Козачої бухти в напрямку на маяк Херсонес, Севастополь. У липні 2008 року був відкритий перший, у 2009-му — другий, а 3 липня 2010 відкритий третій, найдовший екскурсійний маршрут комплексу. Музей працює з травня по вересень із 10.00 до 18.30 щодня, крім понеділка, з жовтня по квітень із 10:00 до 17:30 (вихідні — понеділок, вівторок). Вхід обмежено для маленьких дітей (через специфіку закладу).
- У 2008 році Музейний історико-меморіальний комплекс відвідали 7195 осіб.
- У 2009 році музей відвідало 22825 екскурсантів.
- У 2010 в музеї побувало понад 61 186 осіб[7].
- У 2011 році — 72 998 відвідувачів[8].
- У 2012 році — 104 115 відвідувачів[9].

У 2014 році до музею завітав 500-тисячний відвідувач.
27 лютого 2014 року музейний комплекс потрапив до переможців конкурсу Калейдоскоп чудес Криму у номінації «7 сучасних чудес Криму».